# Recurs administratiu
Un recurs administratiu és l'acte mitjançant el qual l'administrat o el ciutadà sol·licita a l'administració que anul·li o reformi un acte administratiu dictat per aquesta. A Espanya, aquest procediment està regulat per la Llei 39/2015, d'1 d'octubre, del procediment administratiu comú de les administracions públiques, que va derogar l'anterior Llei 30/1992 de 26 de novembre de règim jurídic de les administracions públiques i del procediment administratiu comú.

## Concepte
La interposició d'un recurs administratiu, suposa la no conformitat per part de l'administrat de la resolució dictada per l'administració vers ell. La simple interposició d'un recurs no comporta la suspensió automàtica de l'eficàcia de l'acte. La suspensió, però, pot ser acordada per l'òrgan administratiu competent per resoldre el concurs, a sol·licitud de l'interessat o d'ofici, prèvia ponderació adequada de tots els interessos en joc.
L'administrat pot sol·licitar de manera indirecta l'anul·lació o reforma d'una norma jurídica dicta per l'administració (reglament), el que succeeix quan el recurs administratiu es fonamenta únicament en la il·legalitat del reglament. Les lleis poden substituir el recurs d'alçada, en el supòsits o els àmbits sectorials determinats, i quan l'especificitat de la matèria així ho justifiqui, per altres procediments d'impugnació, reclamació, conciliació, mediació i arbitratge, davant òrgans col·legiats o comissions específiques no sotmeses a instruccions jeràrquiques, amb respecte als principis, les garanties i els terminis que aquesta Llei reconeix als ciutadans i als interessats
en qualsevol procediment administratiu. En les mateixes condicions, el recurs de reposició pot ser substituït pels procediments a què es refereix el paràgraf anterior, respectant el seu
caràcter potestatiu per a l'interessat. L'aplicació d'aquests procediments en l'àmbit de l'Administració local no pot implicar el desconeixement de les facultats resolutòries reconegudes als òrgans representatius electes que estableix la Llei 30/1992.

## Funcions
- És una garantia pels ciutadans, que poden reaccionar contra els actes administratius, si s'escau, pel perjudici que comporten.
- És un requisit de la impugnació davant dels tribunals, de manera que per poder accedir a la protecció dels jutges cal que prèviament hagi estat exhaurida la impugnació davant de l'Administració. Els actes que poden ser objecte de recurs són les resolucions i alguns actes de tràmit (coneguts com a actes de tràmit qualificat), en concret:
- Actes de tràmit que impedeixen la continuació del procediment
- Actes de tràmit que suposen indefensió i que vulneren la facultat de defensa
- Actes de tràmit que produeixen perjudicis o danys de caràcter irreparable
- Actes de tràmit que decideixen directament o indirectament sobre el fons de l'assumpte

## Classes
- Recurs d'alçada
- Recurs de reposició
- Recurs de revisió